# Tư Hồng
Tư Hồng (1868 - ), tên thật Trần Thị Lan, là một nữ thương nhân Việt Nam cuối thế kỷ 19 đầu thế kỷ 20.

## Cuộc đời riêng và nguồn gốc tên gọi
Trong dân gian bà có cái tên cô Tư Hồng hay Me Tư Hồng vì bà lấy chồng Tàu rồi lấy chồng Tây.
Bà Tư Hồng tên thật là Trần Thị Lan, sinh ngày 07/02 năm Kỷ Tỵ (1869), là con bác Phó nghèo kiết xác ở làng Thành Thị, Hà Nam. Ở độ tuổi trưởng thành, cô Lan sở hữu nhan sắc tuyệt trần lại thông minh nên nhiều thanh niên trong làng say mê
Năm 17 tuổi, cha bà nợ nần lý trưởng chưa trả được nên bị ông này ép gả bà cho lý trưởng. Không chấp nhận phận làm lẽ, bà trốn ra Thành Nam làm thuê và lấy một người bán bún xáo trâu. Hai người sống với nhau 2 năm nhưng không có con.
Một lần, bà gặp một Hoa kiều ở Hải Phòng tên là Hồng đưa thuyền về Nam Định thu mua lúa. Hồng phải lòng bà ngay từ lần gặp đầu tiên. Ông bỏ tiền trả món nợ của cha bà rồi rủ bà trốn ra Hải Phòng. Theo phong tục, người Việt gọi vợ bằng tên chồng nên bà được gọi là thím Hồng. Cuối năm 1890, công việc xuất khẩu gạo của ông Hồng thua lỗ khiến ông phải trốn về nước. Bà mở hiệu buôn bán tạp hóa nhỏ và vô tình gặp một người bạn có chồng Tây là doanh nhân. Biết hoàn cảnh, người bạn rủ bà lên Hà Nội.
Lúc này, ở Hà Nội có nhiều phụ nữ lấy chồng Tây. Trong buổi dạ hội nhân quốc khánh Pháp năm 1892, viên quan tư Laglan, thiếu tá hậu cần, đã gặp và say mê bà. Sau một thời gian hai người lấy nhau. Vì là vợ quan tư, ghép tên của chồng trước nên những người quen biết gọi là cô Tư Hồng.
Thành công trong kinh doanh, nhưng đời tư cô Tư Hồng lại bất hạnh, trải qua nhiều đời chồng nhưng không có con.

## Sự nghiệp
Vào thời điểm cuối thế kỷ 19, nhà thầu cung cấp thực phẩm cho các đơn vị quân đội Pháp ở Bắc Kỳ phần lớn là Hoa kiều. Biết chồng có vai trò trong đấu thầu thực phẩm cho quân đội, Tư Hồng quyết định thành lập công ty do chính bà làm chủ. Sau khi công ty ra đời, nhờ tác động của chồng, bà đã trúng thầu một số dự án cung cấp thực phẩm. Tuy nhiên, bà chỉ thực sự nổi tiếng khắp Bắc Kỳ và xứ An Nam khi trúng thầu dự án lớn là phá tường thành Hà Nội.
Tham gia đấu thầu có hai công ty của Pháp, hai công ty của Hoa kiều và duy nhất một công ty Việt Nam là của Tư Hồng. Tuy vốn ít, thiết bị máy móc không có nhưng nhờ nguồn nhân công giá rẻ, cùng với gạch đá cũ của thành đem bán lại cũng thu được lợi nhuận, bà quyết định bỏ thầu thấp nhất và thắng thầu. Bà thuê nhân công, đặt làm dụng cụ lao động, dựng lán trại... từ nhiều nguồn khác nhau. Trong những người được bà thuê có cả Bạch Thái Bưởi. Có lúc công trường của công trình này có tới gần 1000 lao động. Khởi công từ năm 1894, chỉ hơn 2 năm sau dự án của Tư Hồng đã hoàn thành công việc, sớm hơn thời hạn gần 6 tháng. Số vật liệu cũ bà dùng để xây ngôi biệt thự bề thế ở làng Hội Vũ (nay là ngõ Hội Vũ), xây dãy nhà đầu phố Quán Sứ, Hàng Da, Cửa Đông cho thuê.
Đầu thế kỷ XX, doanh nhân Tư Hồng tham gia kinh doanh vận tải đường sông, biển, trên tàu trừ lái tàu và xúc than là đàn ông, còn lại toàn thủy thủ nữ. Vừa cung cấp thực phẩm cho quân đội, bà còn cung cấp thức ăn cho các nhà tù ở Bắc Kỳ.
Không rõ bà mất năm nào, trong hoàn cảnh nào; mà chỉ biết được là mộ bà gần cổng chùa Hai Bà Trưng, bia mộ vẻn vẹn có ba chữ "Cô Tư Hồng"

## Đánh giá của người đương thời
Tuy có nhiều thành công trong sự nghiệp, việc cô Tư Hồng làm chủ thầu việc phá thành Hà Nội làm cho người thời đó dè bỉu, khinh miệt.
Khi đã thành công trong việc làm ăn, Tư Hồng mua danh "Ngũ phẩm nghi nhân" cho bố, mua danh "Tiết hạnh khả phong" cho bản thân mình dù có đến ba đời chồng. Do vậy, những giai thoại văn học cho rằng me Tư Hồng bị Nguyễn Khuyến "tặng" cho hai câu đối cùng bài ca trù "Đĩ cầu Nôm".

## Di sản để lại
Khởi thủy nền móng của khu vực các phố Đường Thành, Cửa Đông, Hàng Da... ngày nay được hình thành từ Cô Tư Hồng.
Cô Tư Hồng cũng đứng sau những công trình có tính lịch sử ở Hà Nội, hiện vẫn tồn tại quanh hồ Hoàn Kiếm hay khu phố Tây. Đó là hai chiếc ghế đá công cộng đầu tiên của Hà thành ở 16 Lê Thái Tổ ngày nay, dãy nhà cho thuê ở phố Quán Sứ, trường Puginier tức trường Việt Đức bây giờ.

## Hình tượng trong văn học
Cuộc đời của bà đã trở thành nội dung của nhiều tác phẩm văn học hoặc các tác phẩm nghiên cứu về Hà Nội. Có thể kể ra:
1. Cô Tư Hồng (đăng báo 1940[7], in sách 1941) của Đào Trinh Nhất
2. Bóng nước Hồ Gươm (1967) của Chu Thiên
3. Hà Nội nửa đầu thế kỷ 20 (1993) của Nguyễn Văn Uẩn
4. Chuyện kể bên dòng sông Tô (2010) của Nguyễn Công Chí
5. Me Tư Hồng (2014) của Nguyễn Ngọc Tiến.[6]